# 打貓東下堡
打貓東下堡，是台灣中南部自清治時期至日治初期的一個行政區劃，其範圍包括今嘉義縣的大林鎮南部、民雄鄉東部及竹崎鄉西北部。
打貓東下堡北邊及東北邊為打貓東頂堡，東南邊為大目根堡，西南邊為嘉義西堡，西邊為打貓南堡，西北邊為打貓北堡。

## 管轄街庄
打貓東下堡共轄20個庄：
- 今大林鎮境內：潭底庄、中林庄、頂員林庄、大埔美庄、林仔前庄、中坑庄
- 今民雄鄉境內：頭橋庄、大崎腳庄、松仔腳庄、陳厝藔庄、林仔尾庄、葉仔藔庄、北勢仔庄、大坵園庄、塗樓庄
- 今竹崎鄉境內：山仔門庄、番仔潭庄、沙坑仔庄、獅仔頭庄、羗仔科庄